# Planicirrata proceraeae
Planicirrata proceraeae är en ringmaskart som först beskrevs av Hartmann-Schröder och Rosenfeldt 1990.  Planicirrata proceraeae ingår i släktet Planicirrata och familjen Syllidae. Inga underarter finns listade i Catalogue of Life.